# Vincent Reynouard
Pour les articles homonymes, voir Reynouard.
Vincent Reynouard, né le 18 février 1969 à Boulogne-Billancourt, est un militant négationniste et néonazi français. Condamné à de multiples reprises pour « contestation de crimes contre l'humanité » en vertu de la loi Gayssot, il a été emprisonné en 2010 et 2022.

## Biographie

### Débuts de son militantisme politique
Étudiant en 1989 à l'ISMRA à Caen, il y crée l'« Association normande pour l'éveil du citoyen » (ANEC) qui diffuse un bulletin, Nouvelle Vision, qu'il rédige avec Rémi Pontier, élève ingénieur dans la même école,,. Il fonde aussi, avec Pontier et Philippe Costa, l'« Amnistie nationale pour les internés et victimes de la loi Gayssot » (ANIV).
Il se réclame du courant « post-révisionniste » des héritiers de Robert Faurisson, Alain Guionnet et Olivier Mathieu, courant qui affirme dénoncer, au-delà du prétendu « mythe de la Shoah », l'« emprise juive » sur le monde moderne. Il est un temps exclu du campus pour y avoir distribué des tracts et des autocollants et, dès 1991, fait l'objet de poursuites en justice,. Il milite alors également au sein du Parti nationaliste français et européen (PNFE), groupe dont il est brièvement secrétaire général en 1991.
Le 8 octobre 1992, la cour d'appel de Caen le condamne à un mois d'emprisonnement avec sursis et à 5 000 francs d'amende pour contestation de l'existence d'un ou plusieurs crimes contre l'humanité (arrêt no 679), Reynouard ayant « adressé aux vingt-quatre élèves d'un lycée, lauréats du Concours national de la résistance et de la déportation, des lettres anonymes auxquelles était annexée la photocopie d'écrits contestant l'existence des chambres à gaz en Allemagne durant la Seconde Guerre mondiale »,.
Après ses études d'ingénieur chimiste, il opte pour l'enseignement et réussit, en 1994, le CAPLP de Mathématiques - Sciences physiques-Chimie ; il est titularisé en 1995, bien qu'entre-temps, la Cour de cassation ait rendu définitive sa condamnation pour négation de la réalité du génocide et que de nouvelles poursuites contre lui soient en cours, pour distribution de tracts dans les rues de Caen. Il est suspendu le 20 décembre 1996 puis révoqué de l'Éducation nationale en avril de l'année suivante pour avoir conservé, dans un ordinateur de son lycée à Honfleur, des documents niant la Shoah et avoir distribué à des élèves un exercice sur les statistiques de mortalité à Dachau inspiré d'un article de Robert Faurisson,.
Il contribue, en 1997, à un livre intitulé Le Massacre d'Oradour. Un demi-siècle de mise en scène qui prétend innocenter les Waffen-SS du massacre d'Oradour-sur-Glane ; il réitère avec une cassette vidéo, adressée en 2000 aux rescapés du massacre, au centre de la mémoire d'Oradour, au maire et à de nombreux habitants du village. Elle est interdite en 2001.
Installé à Bruxelles en 2002, il crée la branche française, « Vision historique objective » (VHO), de la maison d'édition (de même sigle) de Siegfried Verbeke « Vrij Historisch Onderzoek »,. Ses propres écrits sont notamment diffusés par le mensuel L'aSSaut du groupuscule  L'Assaut. Il y anime également la revue Sans concession. Il fonde, en 2005, avec Jérôme Decossas dit « Jean-Jacques Stormay », sa propre structure « catholique national-socialiste et révisionniste », le « Mouvement de combat Saint-Michel »,.
En avril 2005, la Cour de cassation casse le jugement de la cour d'appel de Limoges qui l'avait condamné en juin 2004 à vingt-quatre mois de prison, dont six ferme, pour apologie de crimes de guerre. Dans son arrêt sans renvoi, elle juge que les faits reprochés ne constituent pas une apologie de crimes de guerre, mais une contestation de crimes de guerre, laquelle n'est pas réprimée par la loi,.

### Premières peines de prison (2007-2015)
Il est à nouveau condamné, le 8 novembre 2007, à un an de prison et 10 000 € d'amende par le tribunal correctionnel de Saverne (Bas-Rhin) pour contestation de crimes contre l'humanité, pour avoir écrit et fait distribuer la brochure « Holocauste, ce que l'on vous cache » auprès de musées, de syndicats d'initiative et de mairies d'Alsace. La Ligue internationale contre le racisme et l'antisémitisme (LICRA), qui s'était portée partie civile, obtient 3 000 € de dommages-intérêts. En juin 2008, il est à nouveau condamné, en compagnie de Siegfried Verbeke, par le tribunal correctionnel de Bruxelles pour négationnisme. Il vit dans la clandestinité pendant un an. En février 2009, les journalistes d'investigation belges Frédéric Loore et Manuel Abramowicz retrouvent sa trace à Ixelles et publient leur information exclusive sur le site de RésistanceS et dans l'hebdomadaire Paris Match,. Vincent Reynouard est finalement arrêté le 9 juillet 2010 puis extradé vers la France où il est incarcéré à Valenciennes pour purger sa peine,.
Un comité de soutien est alors créé avec la participation du groupuscule lyonnais d'extrême droite Jeune Nation, émanation de L'Œuvre française ; on y trouve notamment Robert Faurisson et sa sœur Yvonne Schleiter qui relaie les messages de Reynouard sur sa liste de diffusion « Bocage ». Jacques Leclerq note qu'« en réalité, cette structure sert avant tout à faire passer les idées de l'intéressé, plus que le défendre ; cela lui permet à nouveau de développer ses thèses ouvertement favorables à Hitler ».
Le 6 août 2010, l'écrivain Paul-Éric Blanrue lance une « pétition pour l'abrogation de la loi Gayssot et la libération de Vincent Reynouard ». Le texte précise qu'il « ne s'agit pas, pour les signataires de cette pétition, de soutenir les idées de Vincent Reynouard mais de défendre son droit à les exprimer ». Cette pétition marque cependant le début de l'engagement négationniste de Paul-Éric Blanrue, selon l'historienne Valérie Igounet. Elle est signée par des personnalités aux opinions politiques diverses, parmi lesquelles le physicien et essayiste Jean Bricmont, le professeur Noam Chomsky, mais également le délégué du Front national Bruno Gollnisch, des personnalités passées par le FN et l'ayant quitté comme Jean-Yves Le Gallou et Alain Soral, le polémiste Dieudonné. On y trouve également les signatures des négationnistes Robert Faurisson, Pierre Guillaume, Jean Plantin et Bernard Notin. Selon les journalistes Abel Mestre et Caroline Monnot, certains signataires sont des « idiots utiles », parmi lesquels, outre Bricmont et Chomsky déjà cités, l'écrivain et réalisateur Yann Moix, le journaliste et fondateur de Reporters sans frontières Robert Ménard, le journaliste et écrivain Dominique Jamet, et plus à gauche, l'évêque catholique Jacques Gaillot (qui a retiré sa signature) et le journaliste québécois Jean-Guy Allard.
Libéré après neuf mois de détention en avril 2011, Vincent Reynouard reste sous contrôle judiciaire et sous le coup d'une procédure pour la diffusion de cédéroms négationnistes en 2009 à cent vingt lycées. Il écrit notamment dans Rivarol.
Le 11 février 2015, après s'être défendu sans avocat, il est condamné à deux ans de prison ferme et à 35 000 euros d'amende par le tribunal correctionnel de Coutances pour avoir diffusé sur son site des vidéos dans lesquelles il déclarait que les commémorations du 70e anniversaire du débarquement en Normandie relevaient de la propagande et niait à nouveau l'existence des crimes nazis. Cependant, le procureur Renaud Gaudeul, constatant que la peine infligée excède les plafonds prévus par la loi, et que par conséquent elle « est illégale », fait appel de la condamnation. L'arrêt de la cour d'appel de Caen intervient le 17 juin 2015 et condamne Vincent Reynouard à un an de prison ferme, mais sans peine d'amende,.

### Fuite au Royaume-Uni (2015-2022)
Il s'exile alors à Londres, où il donne des cours particuliers de mathématiques, afin d'échapper à cette condamnation et d'éventuelles autres condamnations à l'avenir,.
Le 7 mai 2015, il est condamné à deux mois de prison ferme pour complicité de contestation de crime contre l'humanité pour un article paru quatre ans plus tôt dans Rivarol, et qui remettait en cause l'existence de la Shoah. La cour d'appel de Paris confirme cette condamnation en février 2016.
En octobre 2015, il obtient de la Cour de cassation la transmission au Conseil constitutionnel d'une question prioritaire de constitutionnalité relativement à la loi Gayssot. Le Conseil se prononce le 8 janvier 2016 et déclare la loi Gayssot conforme à la Constitution. Puis, le 21 juin 2016, la Cour de cassation rejette son pourvoi.
Le 4 novembre 2016, il est condamné par le tribunal correctionnel de Paris à une nouvelle peine de cinq mois de prison ferme pour avoir mis en ligne deux vidéos négationnistes dans lesquelles il renouvelle son défi : « 5 000 € à qui me convaincra que la Shoah n'est pas un bobard de guerre ». Il est en outre condamné à verser 2 000 euros de dommages et intérêts à la LICRA, qui était partie civile, ainsi qu'une somme identique au titre des frais de justice.
Dans la nuit du 20 au 21 août 2020, le Centre de la mémoire d'Oradour-sur-Glane est profané avec des graffitis à teneurs négationnistes et injurieux sur le mur d'entrée : le mot « martyr » est rayé pour être remplacé par le mot « menteur », avec la mention « Reynouard a raison », ce qui suscite une vague d'indignation nationale.
Le 25 novembre 2020, Vincent Reynouard est condamné à quatre mois de prison pour contestation de crime contre l'humanité. Les propos reprochés sont issus d'une vidéo publiée en mai 2017 dans laquelle il nie l'existence de l'Holocauste.
Son nom apparaît parmi les 22 bénéficiaires d'un don d'une valeur de 556 000 dollars en bitcoins effectué par un informaticien français juste avant son suicide le 8 décembre 2020. Selon une information du cabinet Chainalysis, confirmée par l'intéressé lui-même, il a ainsi reçu l'équivalent de 23 000 euros, aux côtés de personnalités de l'alt-right, en particulier Nick Fuentes impliqué dans l'assaut du Capitole,,.
En octobre 2021, cible d'une opération de la police britannique, Reynouard entre en cavale.
En janvier 2022, à la suite d'un signalement du délégué interministériel à la lutte contre le racisme, l'antisémitisme et la haine anti-LGBT (Dilcrah), les deux sites animés par Vincent Reynouard sont bloqués et rendus inaccessibles par décision de justice du Tribunal de Paris,.

### Détention au Royaume-Uni et extradition (2022-2024)
Le 10 novembre 2022, selon le nouvel accord Trade and Cooperation Agreement (TCA) entre l'Union européenne et le Royaume-Uni, Vincent Reynouard est arrêté à la suite d'un mandat d'arrêt par la police écossaise dans une chambre d'hôte d'Anstruther, caché sous une fausse identité. L'Office central de lutte contre les crimes contre l'humanité et les crimes de haine de la Gendarmerie nationale (OCLCH) a coordonné cette opération d'arrestation avec la Division antiterroriste de la police métropolitaine de Londres, le Service de la sûreté britannique et les réseaux diplomatiques britanniques et français,. Il est présenté à un juge et placé en détention provisoire à Édimbourg, dans l'attente d'une audience. Vincent Reynouard refuse d'être extradé en France en décembre 2022.
Outre l'exécution d'une peine d'un an de prison ferme pour contestation de crime contre l'humanité, confirmée le 22 juin 2016 après le rejet de son pourvoi en cassation, la justice française a présenté à la justice écossaise trois motifs d'infraction à l'encontre de Vincent Reynouard : contestation publique d'un crime contre l'humanité, négation, minoration ou banalisation publique d'un crime de guerre, à savoir le massacre d'Oradour-sur-Glane, et provocation publique à la haine ou à la violence en raison de l'origine, de l'ethnie, de la nation ou de la religion. Son arrestation a pu être fondée, en partie, sur la condamnation de la militante antisémite et négationniste anglaise Alison Chabloz en 2018 pour négation de l'Holocauste, en vertu de l'article 127 de la loi britannique sur les communications.
Le 12 octobre 2023, la justice écossaise autorise son extradition qui, au terme d'une bataille judiciaire, est confirmée le 26 janvier 2024, Vincent Reynouard ayant épuisé tous les recours possibles,. Il est livré aux autorités françaises le 2 février 2024, mis en examen par un magistrat instructeur parisien pour « négation de crimes de guerre », « contestation de crimes contre l’humanité » et « provocation à la haine ». Il est remis en liberté sous contrôle judiciaire.

### Jugements de 2025
Il comparaît le 22 janvier 2025 pour ces trois chefs d'accusation en raison de propos tenus dans des vidéos diffusées sur Internet entre 2017 et 2020. Le procureur requiert 18 mois de prison ferme et 15 000 euros d'amende. Le tribunal correctionnel de Paris le condamne le 19 mars à douze mois de prison ferme, à effectuer sous le régime de semi-liberté, et à 10 000 euros de dommages et intérêts à verser aux différentes parties civiles, parmi lesquelles la Ligue internationale contre le racisme et l’antisémitisme (LICRA) et l'Observatoire Juif de France (OJF). Il fait appel de la décision.
Il comparaît à nouveau le 28 mai 2025 devant la 17e chambre du tribunal judiciaire de Paris pour ses propos dans une courte vidéo, publiée en octobre 2019 sur son blog Sans concession et le réseau social russe VKontakte, destinée à faire la promotion de l'un de ses livres. La procureure requiert 8 mois de prison ferme et 5 000 euros d'amende. Il est condamné le 11 juillet pour contestation de crime contre l’humanité à 6 mois de prison aménageables sous le régime de la semi-liberté et au versement de 1 000 euros au titre des dommages et intérêts, et de 1 500 euros au titre des frais de justice, à chacune des trois associations s'étant portées parties civiles.

## Négationnisme et intégrisme catholique
Vincent Reynouard est en 2009 signataire de la pétition en faveur de Richard Williamson, évêque de la Fraternité sacerdotale Saint-Pie-X, aux côtés de Jean Plantin et de Robert Faurisson. Pour Jean-Yves Camus, « l’affaire Reynouard établit des liens entre plusieurs courants de l’intégrisme catholique et le négationnisme » : la Fraternité sacerdotale Saint-Pie-X et le courant sédévacantiste « dont la position sur le génocide nazi est assez clairement négationniste ». C'est « un hybride d’un genre nouveau. Il a un rôle important. La nouveauté par rapport à Faurisson, c’est qu’il fait pénétrer le négationnisme au cœur du catholicisme intégriste ». Son évolution ultérieure le rapproche cependant des courants New Age.

## Publication
- Le massacre d'Oradour : un demi-siècle de mise en scène, Fondation Européenne pour le libre-examen historique, 1997, 470 p. (ISBN 9073111218)